# Гіперзв'язний простір
Гіперзв'я́зний про́стір — топологічний простір, який не містить дві непорожні неперетинні відкриті множини.

## Властивості
- Топологічний простір гіперзв'язний в тому й лише в тому разі, коли замикання кожної відкритої непорожньої множини є весь простір.
- Гіперзв'язний простір зв'язний.
- Кожна неперервна дійсна функція на гіперзв'язному просторі є сталою, і отже, гіперзв'язний простір псевдокомпактний.
- Гіперзв'язний простір локально зв'язний.